# Liberalismo verde
O liberalismo verde ou ambientalismo liberal é a vertente do liberalismo que inclui, em sua concepção original, princípios e/ou ideologias que valorizam a preservação do meio ambiente juntamente ao trabalho de análise econômica. Em outras palavras, os defensores desta ideologia costumam não apenas adotar uma postura liberal diante de questões econômicas, mas também costumam adotar uma postura ecológica ao elaborar ideias ou soluções para determinadas questões econômicas, e também diante de questões sociais, favorecendo a ideia de desenvolvimento sustentável. 

## Filosofia

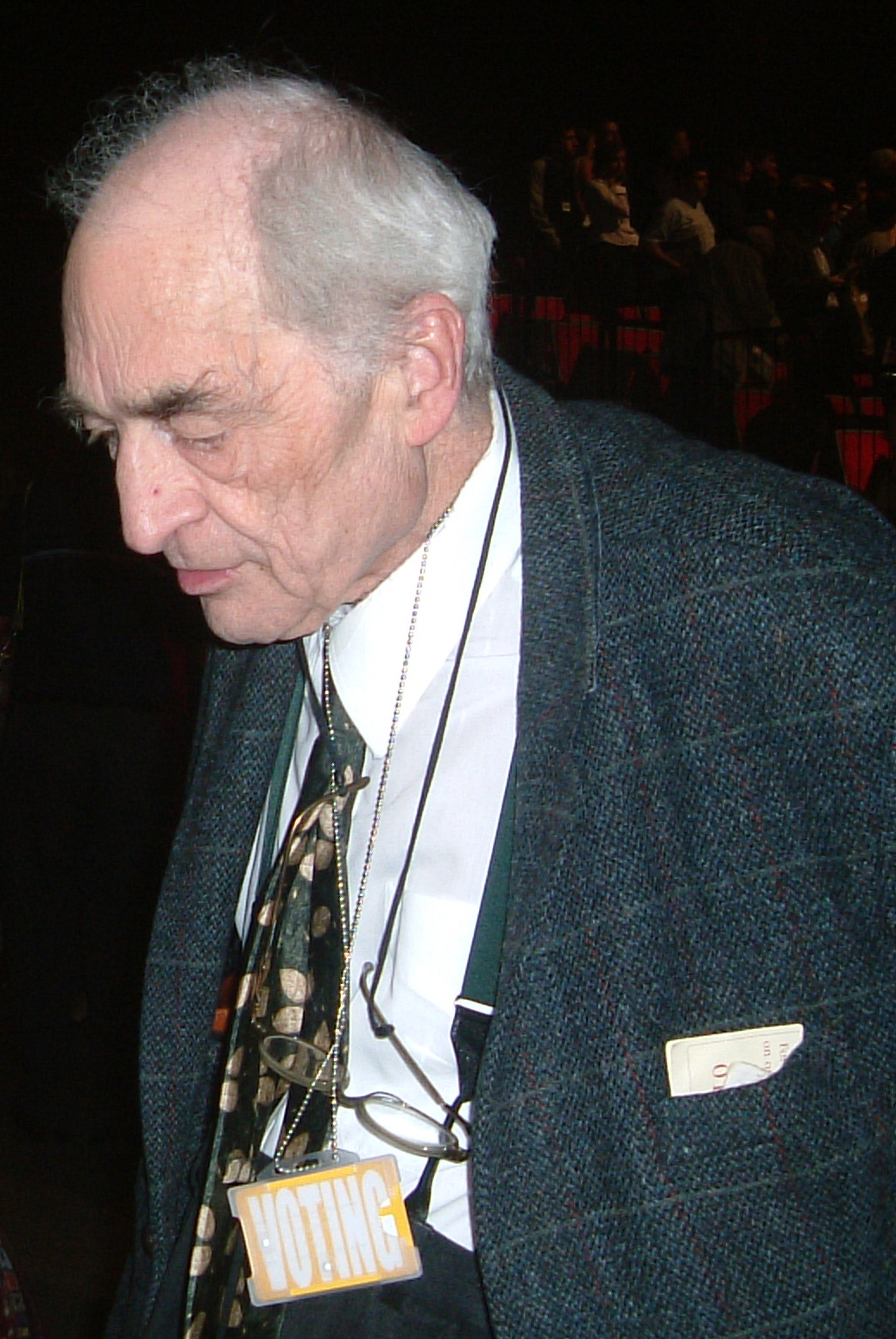
O historiador Conrad Russell, um membro da Câmara dos Lordes, dedicou um capítulo de seu livro A História da Liberdade Democrata ao tema do liberalismo verde, com uma série de estudos sobre o tema.

O liberalismo verde valoriza muito a integridade do planeta Terra como um todo, preocupando-se em deixá-lo preservado e íntegro para as futuras gerações, em um aspecto econômico e ambiental. O liberalismo verde propaga a ideia que o meio ambiente é um sistema em constante estado de fluxo e que possui uma inevitável convivência com o capitalismo, portanto, impossibilitando uma preservação totalmente eficaz. No entanto, este sistema procura minimizar os danos causados pelas espécies humanas na natureza e ajudar no restauro de áreas degradadas, sempre tentando arranjar soluções para conciliar o liberalismo com o desenvolvimento sustentável, na medida do possível.
Em um aspecto político, os liberais verdes não se encontram em um local exatamente fixo do espectro político, podendo estar entre o liberalismo clássico (centro-direita) e o liberalismo social (centro-esquerda). Esta mobilidade é motivada pelo fato da presença de menos intervencionismo governamental do que no liberalismo social, mas em um grau maior do que no liberalismo clássico. No entanto, alguns dos defensores do liberalismo verde praticam o ambientalismo de livre-mercado, que guarda muitas semelhanças com o liberalismo clássico, e assim possibilitando a construção de laços políticos entre estas duas linhas de pensamento.

## Estudos e difusão
O historiador Conrad Russell, um membro da Câmara dos Lordes, dedicou um capítulo de seu livro A História da Liberdade Democrata ao tema do liberalismo verde, com uma série de estudos sobre o tema. O termo "liberalismo verde", no entanto, foi introduzido em estudos acadêmicos pelo filósofo político Marcel Wissenburg em seu livro Green Liberalism: The free and the green society, publicado em 1998.
O Partido Liberal do Canadá, sob a liderança de Stéphane Dion, colocou o meio ambiente como prioridade em sua agenda política, propondo sua série de reformas e regulamentações econômicas que possuem como base as ideologias liberalistas verdes, integrando um plano de reformas popularmente conhecido como Ecotax ou Green Shift.